# Walk This Way
Walk This Way ist ein Rocksong von Aerosmith aus dem Jahr 1975, der von Steven Tyler und Joe Perry geschrieben wurde. Er erschien auf dem Album Toys in the Attic und erreichte Platz 10 der Billboard Hot 100. 

## Geschichte
Das Stück beginnt mit einem von Joey Kramer geschlagenen Zweitakt-Drumbeat, gefolgt von den Gitarrenriffs von Joe Perry. Das Intro spielten Perry und Brad Whitford auf einer E-Gitarre und einem E-Bass.
Walk This Way handelt von einem Gymnasiasten, der seine Jungfräulichkeit verliert. Es wurde von Steven Tyler gesungen und enthält Rap-ähnliche Passagen, wie „so I took a big chance at the high school dance“ („Daher ließ ich es beim High-School-Tanz darauf ankommen“). Als Inspiration zum Text diente Marty Feldmans Frankenstein Junior.
Neben den aufwändigen Versen besteht der Refrain im Wesentlichen aus der Wiederholung des Satzes „Walk this way, talk this way“ („Mach es so, sprich dann so“). In vielen Auftritten wird seitens der Band oft die Zeile „talk this way“ wiederholt, auch mit dem Publikum. Auf den Konzerten werden auch längere Gitarrensoli gespielt, und Tyler imitierte mit seiner Stimme die Riffs. In der Liste der 500 besten Songs aller Zeiten des Magazins Rolling Stone erreichte das Original Platz 336 und das Cover Platz 287. Die Erstveröffentlichung war am 28. August 1975.

## Kommerzieller Erfolg

### Chartplatzierungen
| ChartsChartplatzierungen       | Höchstplatzierung | Wochen |
| ------------------------------ | ----------------- | ------ |
| Vereinigte Staaten (Billboard) | 10 (17 Wo.)       | 17     |

### Auszeichnungen für Musikverkäufe
| Land/Region                  | Auszeichnungen für Musikverkäufe (Land/Region, Auszeichnung, Verkäufe) | Verkäufe  |
| ---------------------------- | ---------------------------------------------------------------------- | --------- |
| Dänemark (IFPI)              | Platin                                                                 | 90.000    |
| Deutschland (BVMI)           | Gold                                                                   | 250.000   |
| Neuseeland (RMNZ)            | Platin                                                                 | 30.000    |
| Vereinigte Staaten (RIAA)    | 2× Platin                                                              | 2.000.000 |
| Vereinigtes Königreich (BPI) | Gold                                                                   | 400.000   |
| Insgesamt                    | 2× Gold · 4× Platin ·                                                  | 2.770.000 |

Hauptartikel: Aerosmith/Auszeichnungen für Musikverkäufe

## Coverversion von Run-D.M.C. feat. Aerosmith
1986 nahmen Run-D.M.C. in Kooperation mit Aerosmith den Klassiker neu auf. Während der Aufnahmen zum Album Raising Hell beschaffte sich Produzent Rick Rubin zur Inspiration das Aerosmith-Album Toys in the Attic. Rubin schlug vor, mit der Gruppe ein Remake von Walk This Way aufzunehmen. Weder Simmons noch McDaniels mochten diese Idee zunächst, doch Jason Mizell alias Jam Master Jay fand daran Gefallen, und später entschlossen sie sich zur Neuaufnahme. 
Die Coverversion wurde im Juli 1986 veröffentlicht und erreichte die Top-5 der Billboard Hot 100. Neben Rap enthält die Version auch Rock-, Pop- und Hip-Hop-Elemente. Als DJ war Afrika Bambaataa beteiligt, der auch Remixes von Songs bekannter Gruppen mischte. 
| ChartsChartplatzierungen       | Höchstplatzierung | Wochen |
| ------------------------------ | ----------------- | ------ |
| Deutschland (GfK)              | 13 (13 Wo.)       | 13     |
| Österreich (Ö3)                | 26 (2 Wo.)        | 2      |
| Schweiz (IFPI)                 | 9 (7 Wo.)         | 7      |
| Vereinigte Staaten (Billboard) | 4 (16 Wo.)        | 16     |
| Vereinigtes Königreich (OCC)   | 8 (10 Wo.)        | 10     |

| ChartsJahrescharts (1986)      | Platzierung |
| ------------------------------ | ----------- |
| Vereinigte Staaten (Billboard) | 89          |

Auszeichnungen für Musikverkäufe

| Land/Region                  | Auszeichnungen für Musikverkäufe (Land/Region, Auszeichnung, Verkäufe) | Verkäufe |
| ---------------------------- | ---------------------------------------------------------------------- | -------- |
| Italien (FIMI)               | Platin                                                                 | 70.000   |
| Kanada (MC)                  | Gold                                                                   | 50.000   |
| Neuseeland (RMNZ)            | Platin                                                                 | 30.000   |
| Spanien (Promusicae)         | Gold                                                                   | 30.000   |
| Vereinigtes Königreich (BPI) | Platin                                                                 | 600.000  |
| Insgesamt                    | 2× Gold · 3× Platin ·                                                  | 780.000  |

Hauptartikel: Aerosmith/Auszeichnungen für Musikverkäufe

### Musikvideo
Die Regie des Musikvideos führte Jon Small. Im Video liefern sich Run-D.M.C. und Aerosmith anfangs symbolisch ein Duell, bis Steven Tyler die Wand zwischen den beiden Bands zerbricht. Später im Video tragen beide dann das Lied gemeinsam vor.

## Coverversionen
| - 1986: Salt ’n’ Pepa (I Desire) - 1988: Mantronix (Mega-Mix) - 1989: Tone Lōc (Next Episode) - 1995: No Use for a Name - 2000: Mambo Kurt (Rap Medley) | - 2001: Pinetop Perkins feat. Rusty Zinn - 2002: Hayseed Dixie - 2003: Dick Brave & the Backbeats - 2003: Sum 41 feat. Ja Rule & Nelly - 2004: Steve Lukather feat. Tim Bogert | - 2004: Macy Gray - 2006: Rapsoul - 2007: Sugababes feat. Girls Aloud - 2009: Jazzkantine - 2010: David Garrett |